# 圣安娜 (马提尼克)
圣安娜（法語：Sainte-Anne，法語發音：[sɛ̃t an]）是法国海外省马提尼克的一个市镇，属于勒马兰区。

## 地理
圣安娜（14°26'7"N, 60°52'53"W）面积38.42 平方千米，位于法国海外省马提尼克。
与圣安娜接壤的市镇（或旧市镇、城区）包括：勒马兰。
圣安娜的时区为UTC−04:00（大西洋时区）。

## 行政
圣安娜的邮政编码为97227，INSEE市镇编码为97226。

## 政治
圣安娜的现任市长为让-米歇尔·热米厄（Jean-Michel Gemieux）先生，任期为2020-2026年。

## 人口

1962-2008年间圣安娜人口变化图示

圣安娜于2022年1月1日时的人口数量为4491人。